# 阿爾巴尼亞共產主義政權的垮台
阿尔巴尼亚共产主义政权的垮台指的是1990年代发生在阿尔巴尼亚的共产主义政权的垮台。
受到东欧剧变以及苏联政治局势的影响，1990年12月，阿尔巴尼亚的学生在首都地拉那发起示威活动。而在同年早些时候，阿尔巴尼亚的其他城市也发生过类似的抗议活动。共产主义执政党阿尔巴尼亚劳动党的中央委员会于12月11日同意政治多元化，最大反对党阿尔巴尼亚民主党于次日成立。在1991年3月的议会选举中，阿尔巴尼亚劳动党依然获胜，但是民主改革運動没有因此而停止。总罢工和都市对抗形成了包括非共产主义者在内的一个“稳定政府”。在1992年议会选举里，因为经济崩溃和社会不安，昔日的共产主义政权被击败，民主党获得大多数议席，该党主席萨利·贝里沙当选总统，标志着阿尔巴尼亚共产主义政权的垮台。